# Ошве
Ошве су насељено мјесто у Босни и Херцеговини, у општини Маглај, које административно припада Федерацији Босне и Херцеговине. Према попису становништва из 1991. у насељу је живјело 490 становника.

## Историја
Група усташа из Загреба или Сарајева је заједно са појединим муслиманима из оближњег села Мисурићи почетком августа 1941. године починила покољ српског становништва у овом насељу. Тада је убијено 60 Срба, од којих је већина спаљена жива у кућама Милке Јовановић и Стеве Тодоровића. У покољу је страдало 37 мушких и 23 женска лица, међу којима је било 11 дјеце испод седам година.
Током распада Југославије 1992, Муслимани су сво српско становништво које је остало у насељу протјерали и заточили у Тешњу и Жепчу.

## Споменик
У Ошвама је до 1992. постојао споменик страдалима у Другом свјетском рату на коме су уклесана имена 67 Срба. Споменик је уништен 1992.

## Становништво
У насељу су до распада Југославије живјели углавном Срби који по завршетку рата нису жељели да се врате. Неки од њих су своје куће продали припадницима вехабијског покрета којих према процјенама из 2011. живи 50 у насељу.
| Националност       | 1991. | 1981. | 1971. | 1961. |
| Срби               | 467   | 493   | 466   | 433   |
| Југословени        | 9     | 4     |       |       |
| Црногорци          |       |       | 4     |       |
| Муслимани          | 1     |       |       |       |
| Хрвати             | 2     |       |       |       |
| остали и непознато | 11    |       |       |       |
| Укупно             | 490   | 497   | 470   | 433   |

| Демографија | Демографија | Демографија |
| Година      | Становника  | Становника  |
| ----------- | ----------- | ----------- |
| 1961.       | 433         |             |
| 1971.       | 470         |             |
| 1981.       | 497         |             |
| 1991.       | 490         |             |
| 2013.       | 80          |             |

### Презимена
- Јовановић, Срби[1]
- Тодоровић, Срби[1]